# Маріус Скіндеріс
Маріус Скіндеріс (лит. Marius Skinderis, * 13 жовтня 1974, Паневежис) — колишній литовський футболіст, захисник національної збірної Литви.

## Кар'єра
Скіндерис почав свою кар'єру в 1993 році в клубі «Екранас». У сезоні 1995/96 він захищав кольори «Кареди», після чого повернувся в рідний клуб.
У 1998 році він відправився в Польщу, де грав за «Белхатув». 
На початку 2001 року він перейшов в українську алчевську «Сталь», але за підсумками сезону «сталевари» вилетіли з Вищої ліги і вже влітку 2001 року він відправився в донецький «Металург», проте провів у клубі лише один матч проти «Шахтаря», який був програний з рахунком 3:1. Через півроку він був переведений у дубль і після закінчення сезону покинув донецький клуб. 
З 2002 року грав за вірменський «Спартак» (Єреван), латвійський «Металургс» (Лієпая) та білоруський «Нафтан», після чого 2007 року він повернувся на батьківщину, де став гравцем «Судуви».
У 2010 році він втретє повернувся в «Екранас», у тому ж році він нарешті виграв свій перший чемпіонат Литви, а в наступному сезоні завершив кар'єру.
У 2014 році став тренером свого колишнього клубу, «Екранас».

## Досягнення
Ліга A
- Чемпіон (2): 2009, 2010, 2011

Кубок Литви:
- Володар (3): 2008-09, 2009-10, 2010-11

Суперкубок Литви:
- Володар (2): 2010, 2011